# Lubartów (stacja kolejowa)
Lubartów – stacja kolejowa w Lubartowie, w województwie lubelskim, położona w km 83,037 na linii kolejowej nr 30. 

## Historia
Na stacji zatrzymują się pociągi PolRegio relacji Łuków – Lublin oraz InterCity Warszawa – Lublin. W budynku dworca w latach 2000–2014 działała Izba Tradycji Kolejowej.
W pobliżu znajduje się nieczynna wieża ciśnień.

## Ruch pasażerski
Dobowa wymiana pasażerska oraz miejsce w rankingu ogólnopolskim:
| Rok  | Ilość pasażerów | Miejsce w Polsce |
| ---- | --------------- | ---------------- |
| 2017 | 100-149         | 900              |
| 2018 | 150-199         | 783              |
| 2019 | 200-299         | 795              |
| 2020 | 50-99           | 1077             |
| 2021 | 50-99           | 1197             |
| 2022 | 150-199         | 1028             |
| 2023 | 200-299         | 917              |
| 2024 |                 |                  |